# Chloractis obnubilata
Chloractis obnubilata là một loài bướm đêm trong họ Geometridae.